# 湯淺洋
湯淺洋（日语：湯浅 洋，1962年8月9日—），現任日本女子偶像團體SKE48劇場支配人。

## 经历
2008年
SKE48劇場支配人就任。
2011年
11月1日 由ピタゴラス・プロモーション公司轉入AKS公司。
2013年
1月26 日由SKE48劇場支配人轉任AKB48劇場支配人、但因就任之劇場人員內部投票未通過、改任AKB48劇場支配人研究生。
8月24日 就任AKB48劇場支配人。
2015年
3月31日 AKB48劇場支配人卸任。
4月1日 轉任SKE48劇場支配人。